# 파대가리
파대가리는 사초과의 여러해살이풀이다.

## 분포
유럽 대륙과 극지방을 제외한 전 세계에 자생한다. 대개 양지바른 습지에서 자란다.

## 생태
높이는 10-30cm이다. 꽃줄기와 뿌리는 마디에서 자라며 적갈색 비늘조각으로 덮인다. 잎은 길이 5-8cm, 나비 2-3mm이며 잎집은 갈색이나 적갈색을 띤다. 꽃은 7-10월에 녹색으로 피며 꽃줄기 끝에 둥근 꽃차례 1개가 달린다. 꽃턱잎은 2-3개로 잎 같고 꽃차례보다 길며, 작은 이삭은 긴 타원모양 바소꼴이며 좌우로 편평하고 길이 3-3.5mm로서 4개의 비늘조각이 있다. 비늘조각은 좁은 달걀꼴로 뾰족하며 색이 연하거나 적갈색 무늬가 있다. 열매는 수과이며 거꿀달걀꼴이고 갈색이다. 암술대는 끝이 2개로 갈라진다.

## 사진

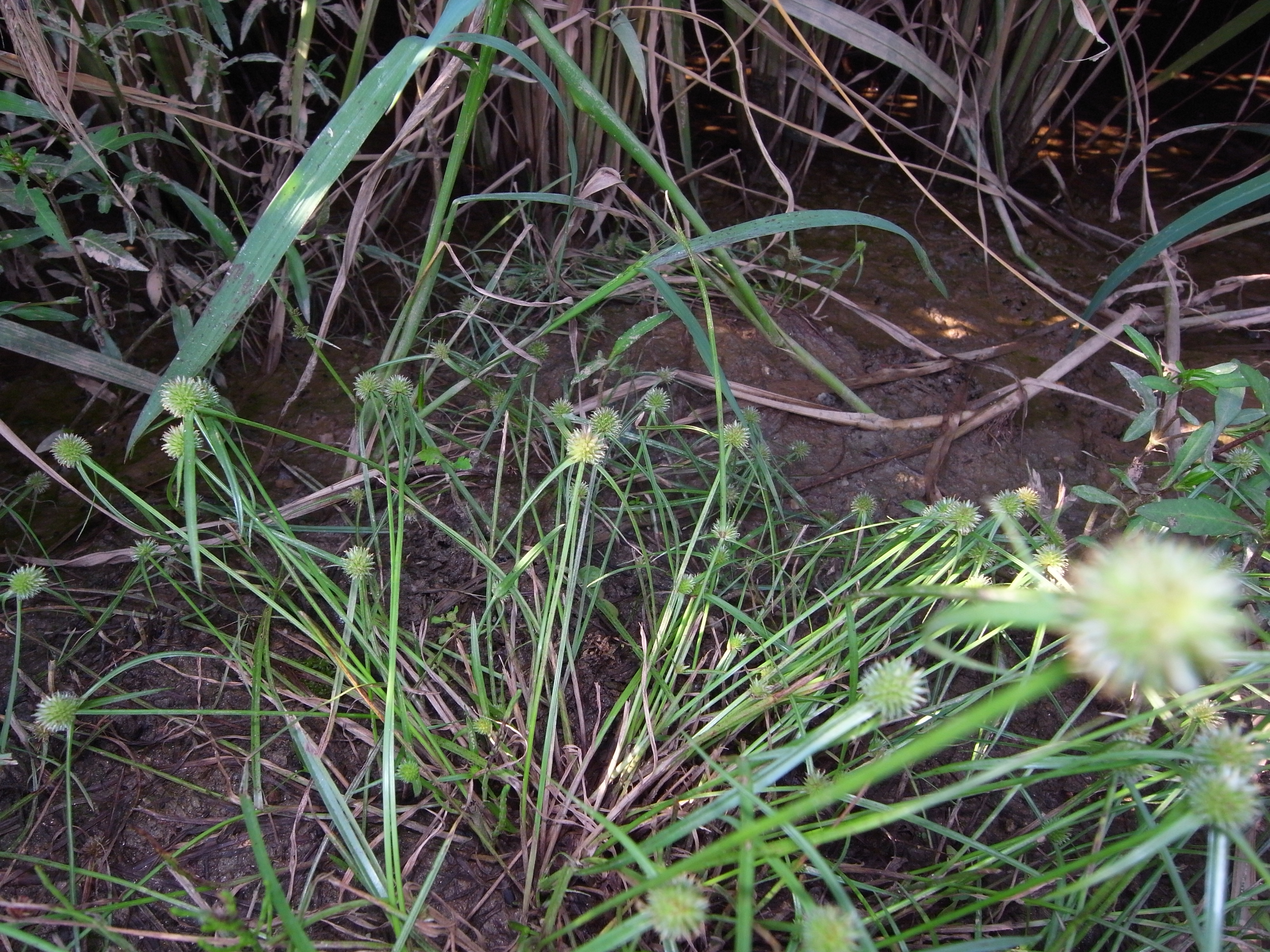
전체 모습
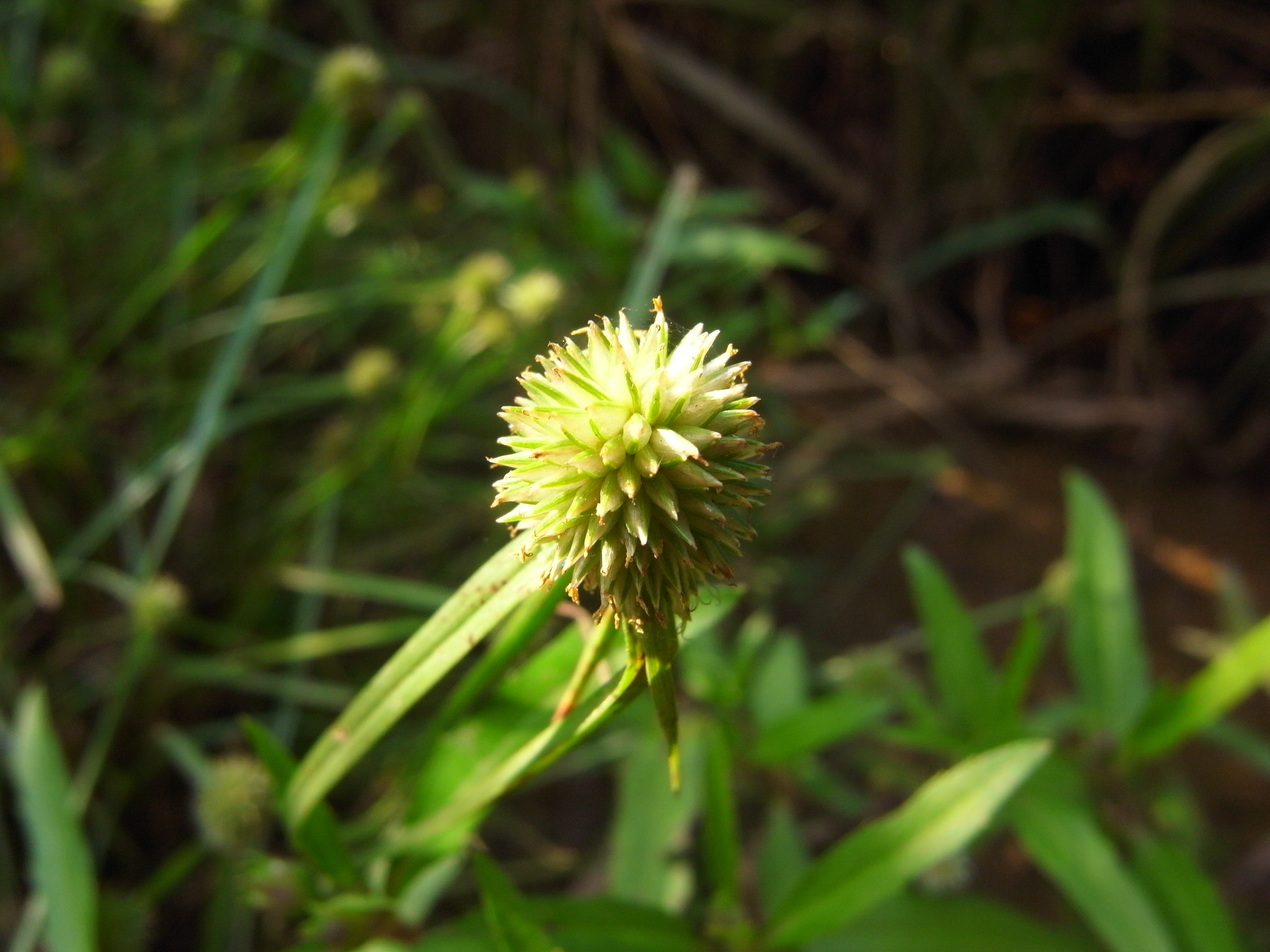
꽃 가까이

## 참고 문헌
- 이 문서에는 다음커뮤니케이션(현 카카오)에서 GFDL 또는 CC-SA 라이선스로 배포한 글로벌 세계대백과사전의 내용을 기초로 작성된 글이 포함되어 있습니다.